# Vladimir Potazsnyk
Vladimir Potazsnyk (* 20. Jahrhundert) ist ein ehemaliger australischer Snookerspieler, der zwischen 1988 und 1993 insgesamt fünf Jahre als professioneller Snookerspieler in Erscheinung trat.

## Karriere
Im Jahr 1987 nahm Potazsnyk noch als Amateur erstmals an der Australian Professional Championship teil, bei der jedoch mit 4:6 gegen Sam Frangie sein Auftaktspiel verlor. Kurz darauf wurde er zur Saison 1988/89 Profispieler. Während seiner ersten Saison erreichte Potazsnyk mit Siegen über Edward Charlton und Glen Wilkinson das Viertelfinale der Australian Professional Championship, verlor in diesem aber gegen Robby Foldvari. Davon abgesehen nahm er am dritten Event der WPBSA-Non-Ranking-Serie, bei dem er Jack Fitzmaurice besiegen konnte und in der Runde der letzten 64 gegen Eddie Sinclair verlor, sowie an der Qualifikation für die Snookerweltmeisterschaft teil, in der allerdings mit 6:10 gegen den Südafrikaner Derek Mienie sein Auftaktspiel verlor.
Nachdem er eine Saison lang kein einziges Spiel bestritten hatte, nahm Potazsnyk zum Ende der Saison 1990/91 erneut an der Qualifikation für die Snookerweltmeisterschaft teil, bei der er von der kampflosen Aufgabe von Jim Meadowcroft profitierte und mithilfe eines Sieges über Graham Cripsey die Runde der letzten 96 erreichte, in der er sich jedoch Les Dodd geschlagen geben musste. Infolgedessen wurde er während der nächsten Saison auf Weltranglistenplatz 138 geführt. Jedoch bestritt der Australier im Folgenden keine Profispiele mehr und beendete zum Ende der Saison 1992/93 nach nur fünf Spielzeiten seine Karriere als professioneller Snookerspieler.

## Weblink
- Vladimir Potazsnyk bei CueTracker